# Eva Hörbiger
Eva Hörbiger (* 18. August 1938 in Salzburg; † 15. Mai 2012 in Bribir, Gemeinde Novi Vinodolski, Kroatien) war eine österreichische Schauspielerin.

## Leben
Hörbiger stammte aus der berühmten österreichischen Schauspielerfamilie Hörbiger. Ihr Vater, Hans Robert Hörbiger, war ein Bruder der Schauspieler Paul Hörbiger und Attila Hörbiger.
Sie hatte Engagements als Theaterschauspielerin in Österreich und Deutschland. In der Spielzeit 1970/71 war sie am Landestheater Salzburg engagiert. In der Spielzeit 1971/72 war sie an den Vereinigten Städtischen Bühnen Krefeld und Mönchengladbach verpflichtet. In der Spielzeit 1972/73 folgte ein Engagement am Theater Oberhausen. Ab der Spielzeit 1973/74 war sie bis einschließlich der Spielzeit 1976/77 festes Ensemblemitglied am Stadttheater Ingolstadt. In der Spielzeit 1975/76 spielte sie dort die Rolle der Daja in Nathan der Weise neben Ernst Fritz Fürbringer in der Titelrolle. 1977 gastierte sie bei den Bad Hersfelder Festspielen.
Danach wandte sie sich der damals aufstrebenden freien Theaterszene zu. 1977 gründete sie gemeinsam mit Norbert Kentrup, Gregor Lawatsch, Wilfried Weber und Claudia von Braunmühl die „Mobile Rhein Main Theater GmbH“ als Plattform für ein „freies Theater“. Mit ihrer eigenen Theatergruppe gastierte Hörbiger in ganz Deutschland mit Stücken zu den gesellschaftlichen Schwerpunkten „Arbeitswelt“ und „Politik“. Als Geschäftsführerin der „Mobile Rhein Main Theater GmbH“ realisierte Hörbiger Theaterstücke u. a. zu den Themen Zensur, Arbeitslosigkeit, zum Stahlarbeiterstreik und der Diskriminierung von Frauen.
Im Mai 1984 wirkte sie am Staatstheater Darmstadt in der Uraufführung von Jürg Amanns Büchners Lenz. Ein Stück (Regie: Jasmine Hoch) in der Rolle der Pfarrerin mit. In der Spielzeit 1984/85 gastierte sie unter der Regie von Friedo Solter als Daja in Nathan der Weise am Staatstheater Darmstadt. Im Oktober 1988 trat sie anlässlich der Eröffnung des Stadttheaters Neuburg an der Donau als Hauptdarstellerin in einer Bühnenfassung von Anna Wimschneiders Autobiografie Herbstmilch – Lebenserinnerungen einer Bäuerin auf, Hörbiger hatte die Bühnenfassung auch selbst erstellt.
In den 1990er Jahren war Hörbiger festes Ensemblemitglied am Theater Erlangen. Sie trat dort u. a. als Mutter in Am Ziel (Spielzeit 1991/92; neben Adele Neuhauser als Tochter), als Hekabe in Troerinnen (Spielzeit 1996/97) und als Mrs. Peachum in Brecht/Weills Die Dreigroschenoper (Spielzeit 1996/97) auf. Im September 1996 erhielt sie, gemeinsam mit dem Ingolstädter Schauspieler Martin Hofer, den Theaterpreis des Theaters Erlangen. In der Spielzeit 1991/92 (in Liebe und Magie in Mammas Küche von Lina Wertmüller) und in der Spielzeit 1993/94 hatte sie jeweils ein Gastengagement am Stadttheater Ingolstadt.
Gelegentlich war Hörbiger auch für Film und Fernsehen tätig. Sie hatte Nebenrollen in den Fernsehfilmen Wildfeuer (1991; als ungebildete Mutter der Heimatdichterin Emerenz Meier) und in Madame Bäurin (1992; als Reisertalerin). 1995 war sie in dem Theaterstück Der müde Theodor, einer Fernsehproduktion des Bayerischen Rundfunks aus der Reihe Der Komödienstadel zu sehen; sie spielte das Dienstmädchen Marie. 1996 hatte sie eine Episodenrolle in der Fernsehserie Der Bergdoktor.
1978 wirkte sie in einer ORF-Hörspielbearbeitung von Bertolt Brechts Furcht und Elend des Dritten Reiches mit.
In den letzten Jahren war Hörbiger vor allem als Rezitatorin tätig, u. a. mit Die Donau von Claudio Magris und insbesondere mit Texten aus dem Sagenbuch von Emmi Böck, mit der Hörbiger viele Jahre auch befreundet war. Es finden sich zahlreiche Lesetermine mit Hörbiger bis Mai 2011. 1976 initiierten Emmi Böck und Eva Hörbiger in Ingolstadt gemeinsam die Bürgerinitiative „Anti-Smog“, um der Luftverschmutzung durch die zahlreichen in Ingolstadt ansässigen Raffinerien entgegenzuwirken.
Hörbiger lebte zuletzt in der früheren Schilchermühle in Neuburg an der Donau sowie in Bribir im Nordwesten Kroatiens, wo sie sich künstlerisch als Malerin betätigte. Sie starb 2012 in ihrer kroatischen Wahlheimat.

## Filmografie (Auswahl)
- 1975: So oder so ist das Leben (Kinofilm)
- 1978: Notsignale (Fernsehserie; Folge: Eine Frau mit Verantwortung)
- 1991: Wildfeuer (Fernsehfilm)
- 1992: Madame Bäurin (Fernsehfilm)
- 1995: Der Komödienstadel: Der müde Theodor (Fernsehreihe, Theateraufzeichnung)
- 1996: Der Bergdoktor (Fernsehserie; Folge: Schicksalswege)